# Ma Binyan
Pour les articles homonymes, voir Ma.
Dans ce nom chinois, le nom de famille, Ma, précède le nom personnel.
Ma Binyan, né le 25 janvier 1999, est un coureur cycliste chinois.

## Biographie
En septembre 2018, Ma Binyan devient champion de Chine de la course à l'américaine, aux côtés de son compatriote Dai Wenhao. L'année suivante, il se classe troisième du championnat de Chine en ligne. Il intègre ensuite l'équipe continentale Hengxiang en 2022. 
En juin 2023, il devient champion de Chine sur route. Quelques mois plus tard, il se distingue avec la sélection nationale chinoise en terminant huitième d'une étape du Tour du Guangxi, inscrit au calendrier de l'UCI World Tour. Après ses performances, il rejoint la formation China Glory-Mentech Continental en 2024. Cette structure participe à quelques compétitions en Europe. Bon sprinteur, il s'impose à deux reprises dans des épreuves turques. Il finit par ailleurs quatrième de deux étapes du Tour de Hainan.

## Palmarès sur route

### Par année
- 2019
  - 3e du championnat de Chine sur route
- 2023
  -  Champion de Chine sur route
- 2024
  - Grand Prix Antalya
  - Grand Prix Apollon Temple

### Classements mondiaux
| Année         | 2019 |
| ------------- | ---- |
| UCI Asia Tour | 147e |

## Palmarès sur piste

### Championnats nationaux
- 2018
  -  Champion de Chine de l'américaine (avec Dai Wenhao)
- 2025
  -  Champion de Chine de l'omnium[2]